# Saison 2 de For the People
Chronologie
Saison 1
Cet article présente les épisodes de la deuxième saison de la série télévisée américaine For the People diffusée du 7 mars au 16 mai 2019 sur ABC.

## Distribution

### Lesprocureurs
- Ben Shenkman (VF : Pierre Tessier) : Roger Gunn
- Susannah Flood (VF : Edwige Lemoine) : Kate Littlejohn
- Regé-Jean Page (VF : Eilias Changuel) : Leonard Knox
- Ben Rappaport (VF : Thierry D'Armor) : Seth Oliver

### Les défenseurs publics
- Hope Davis (VF : Ivana Coppola) : Jill Carlan
- Britt Robertson (VF : Victoria Grosbois) : Sandra Bell
- Jasmin Savoy Brown (VF : Alice Taurand) : Allison Adams
- Wesam Keesh (VF : Hervé Grull) : Jay Simmons

### Les officiers de justice
- Vondie Curtis-Hall (VF : Thierry Desroses) : Nicholas Byrne
- Anna Deavere Smith (VF : Julie Carli) : Tina Krissman

## Épisodes

### Épisode 1: Charge émotionnelle
- États-Unis : 7 mars 2019 sur ABC

- États-Unis : 3,07 millions de téléspectateurs[3] (première diffusion)

Le sénateur américain Walter Carson est abattu par la police devant le domicile de son fils. Sandra, Jill et le nouvel enquêteur Ted défendent Julian Sarco, un adolescent qui a provoqué la fusillade par inadvertance. Quand Jill et Roger sont assaillis, Roger renforce émotionnellement les accusations portées contre Julian. Leonard réalise qu’il a commis une erreur en prenant le poste au Texas et qu’il revient au bureau du procureur américain, à la grande consternation de Kate, alors que Roger lui attribue à nouveau l’affaire, à la suite de ses objections aux accusations supplémentaires.

### Épisode 2: Valeurs fondamentales
- États-Unis : 14 mars 2019 sur ABC

- États-Unis : 3,26 millions de téléspectateurs[4] (première diffusion)

Lorsqu'un immigrant, un témoin associé dans l'affaire Leonard, est arrêté par ICE dans la salle d'audience, son fils Ramon commence à le chercher autour du palais de justice. Tina apprend l'arrestation de son père et décide de cacher le garçon jusqu'à ce qu'elle ait plus de clarté sur sa situation, mettant ainsi sa carrière en danger. Lorsque les agents de l'ICE découvrent le garçon, une situation tendue se dessine entre les deux groupes d'avocats, le juge en chef Nicholas Byrne et l'avocat américain Douglas Delap. Sandra se rend en Arizona pour représenter Merced Garcia lors de son audience, mais échoue, obligeant Leonard à proposer une solution créative.

### Épisode 3: Juste équilibre
- États-Unis : 21 mars 2019 sur ABC

- États-Unis : 3,07 millions de téléspectateurs[5] (première diffusion)

### Épisode 4: Signature d'un meurtre parfait
- États-Unis : 28 mars 2019 sur ABC

- États-Unis : 2,96 millions de téléspectateurs[6] (première diffusion)

Jill prend en charge le cas extrêmement difficile d'un jeune homme accusé d'avoir étranglé une femme. Depuis qu'il a fait une fausse confession après avoir été interrogé sans relâche pendant des heures et présenté avec des preuves fabriquées, elle demande l'aide de Ted, Jay et Allison pour accomplir l'impossible et faire en sorte que l'affaire soit rejetée en renvoyant le blâme sur un autre suspect.

### Épisode 5: Double peine
- États-Unis : 4 avril 2019 sur ABC

- États-Unis : 3,07 millions de téléspectateurs[7] (première diffusion)

### Épisode 6: Discrimination positive
- États-Unis : 11 avril 2019 sur ABC

- États-Unis : 3,08 millions de téléspectateurs[8] (première diffusion)

### Épisode 7: Secret professionnel
- États-Unis : 18 avril 2019 sur ABC

- États-Unis : 2,71 millions de téléspectateurs[9] (première diffusion)

### Épisode 8: Juge et partie
- États-Unis : 2 mai 2019 sur ABC

- États-Unis : 2,63 millions de téléspectateurs[10] (première diffusion)

### Épisode 9: Chacun sa place
- États-Unis : 9 mai 2019 sur ABC

- États-Unis : 2,31 millions de téléspectateurs[11] (première diffusion)

### Épisode 10: Un choix entre deux possibilités
- États-Unis : 16 mai 2019 sur ABC

- États-Unis : 2,54 millions de téléspectateurs[12] (première diffusion)